# Leptopelis jordani
Espèce
Statut de conservation UICN

 DD  : Données insuffisantes
Leptopelis jordani est une espèce d'amphibiens de la famille des Arthroleptidae.

## Répartition
Cette espèce est endémique de l'Ouest de l'Angola. Elle se rencontre entre 700 et 800 m d'altitude à Congulu.

## Étymologie
Cette espèce est nommée en l'honneur de Heinrich Ernst Karl Jordan.

## Publication originale
- Parker, 1936 : Dr. Karl Jordan's expedition to South West Africa and Angola : Herpetological collections. Novitates Zoologicae, Tring, vol. 40, p. 115-146 (texte intégral).